# Erioptera (Ctenerioptera) pectinella
Erioptera (Ctenerioptera) pectinella is een tweevleugelige uit de familie steltmuggen (Limoniidae). De soort komt voor in het Australaziatisch gebied.